# Jakobini

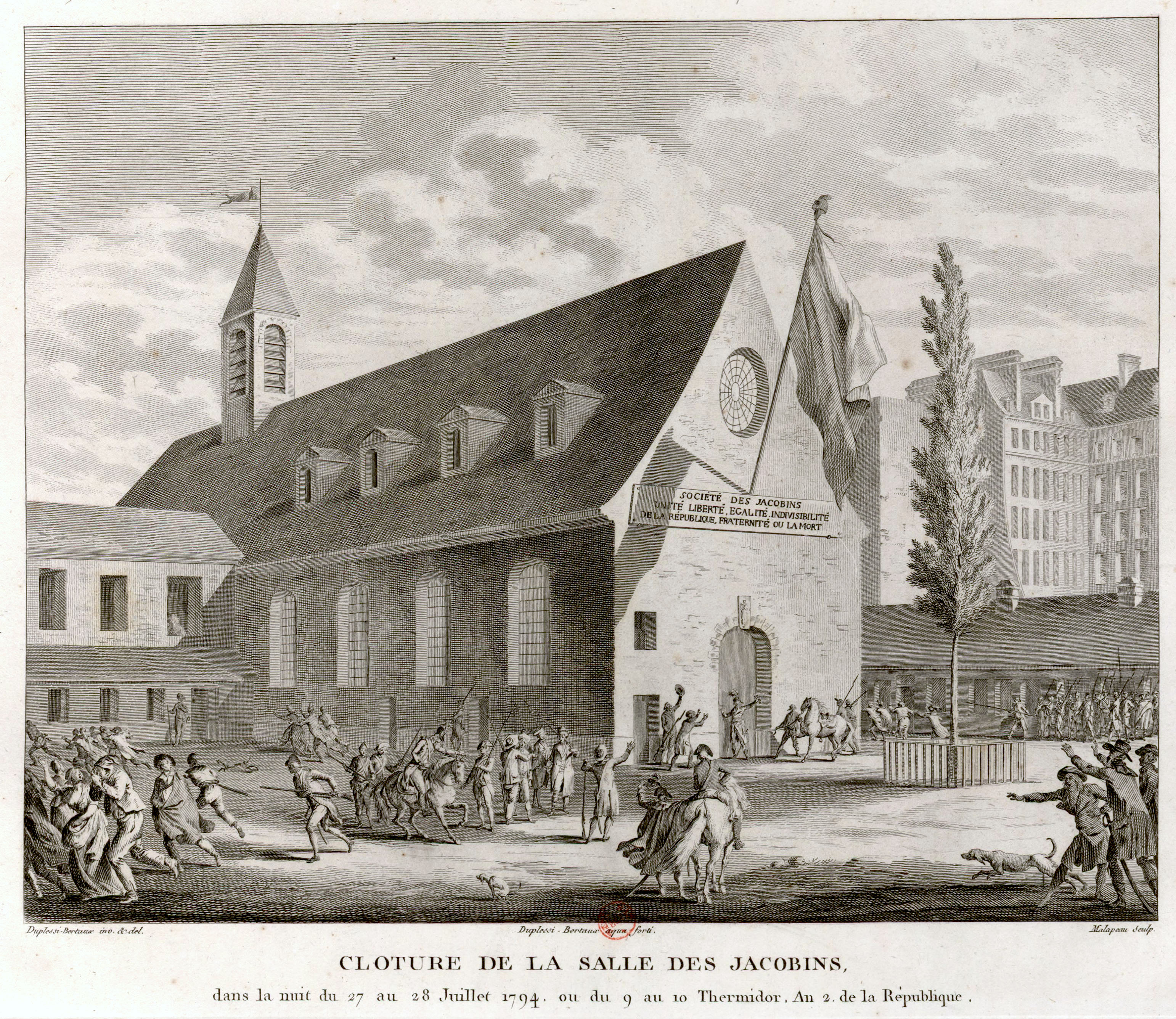
Rycina przedstawiająca zamknięcie klubu jakobinów w nocy z 27 na 28 lipca 1794 roku

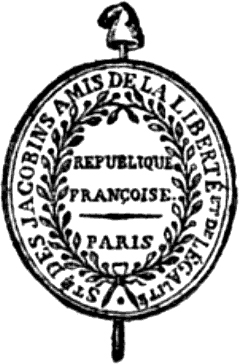
Pieczęć klubu jakobinów

Jakobini (fr. Jacobins) – lewicowy klub polityczny działający w rewolucyjnej Francji. Został założony w 1789 w Paryżu jako Klub Bretoński. Na jego czele stał Maximilien Robespierre. 10 sierpnia 1790 roku został przemianowany na Stowarzyszenie Przyjaciół Konstytucji (Société des amis de la Constitution). U szczytu swojej potęgi klub miał setki kapituł rozsianych po całej Francji z całkowitą liczbą członków około 400 tys. Po upadku Robespierre’a klub został zlikwidowany. Jego członkowie byli przeciwni klerowi katolickiemu i religii chrześcijańskiej, w miejsce której ustanowili kult Istoty Najwyższej. Przydomek „jakobini” pochodzi od miejsca obrad w klasztorze zakonu dominikanów (zwanych jakobinami) w Paryżu.

## Historia
Początkowo opowiadający się za monarchią konstytucyjną, jednak na drodze radykalizacji skłaniający się ku proklamacji republiki. Wynikało to z wewnętrznego podziału w partii i wyodrębnienia się feuillantów. Zwolennicy koncepcji republikańskiej z Maximilienem Robespierre’em na czele nadawali ton dalszej polityce ugrupowania. Do kolejnego podziału wewnętrznego doszło w obliczu wypowiedzenia przez Francję wojny Austrii. Jedni uważali, że należy szerzyć ideę rewolucji całemu światu, umacniając tym samym zdobycze rewolucji (żyrondyści). Obóz drugi z Robespierre’em na czele twierdził, iż Francja nie jest jeszcze na to gotowa. Po proklamowaniu Republiki klub przemianowano na Stowarzyszenie Przyjaciół Wolności i Równości (Société des amis de la liberté et de l’égalité).
Dla jakobinów celem było powołanie narodowego parlamentu, który - demokratycznie wybrany - byłby symbolem suwerennego państwa. W ten sposób przyczynili się m.in. do powstania nacjonalizmu.
Jakobini, wykorzystując malejące poparcie społeczeństwa dla rządzących żyrondystów z powodu niepowodzeń na froncie, zdecydowali się obalić rząd. Zastosowali totalną mobilizację ludzi i środków w wojnie z Austrią i jej koalicją (w skład której wchodziły Prusy, potem także Wielka Brytania, Hiszpania, Niderlandy i inne mniejsze państwa) oraz terror w walce wewnętrznej. Na początku czerwca 1793 aresztowano wielu przywódców żyrondystów i wprowadzono rewolucyjną dyktaturę. Odtąd mieli nieograniczone wpływy w Komitecie Ocalenia Publicznego. W okresie tym dokonali wielu zbrodni, co doprowadziło do spadku popularności ugrupowania.
27 lipca 1794 krwawa dyktatura jakobinów została obalona. Klub jakobinów został rozwiązany przez Konwent Narodowy, jego przywódców stracono, a ocalałych członków jeszcze przez wiele lat prześladowano. W 1795 rojaliści zamordowali wielu jakobinów na południu Francji (tzw. „biały terror”).

## Czołowi liderzy klubu jakobinów (po podziałach)
- Maximilien Robespierre (przewodniczący)
- Antoine Louis Saint-Just
- Georges Couthon
- François Boissel
- Joseph Fouché
- Jean Marie Collot d’Herbois
- Augustin Robespierre
- Jacques Nicolas Billaud-Varenne
- Joseph Lebas
- Jean-Lambert Tallien
- François Hanriot
- Pierre Antoine Antonelle
- Jean Baptiste Fleuriot
- Antoine Simon
- Paul François Barras
- Jean Baptiste Carrier
- Antoine Christophe Saliceti
- Gaspard Monge
- Jean-Paul Marat[5].

## Polska
Jakobinami nazywali członkowie konfederacji targowickiej polskich wyznawców radykalnej polityki rewolucyjnej – podczas insurekcji kościuszkowskiej ich czołowymi przedstawicielami byli Hugo Kołłątaj, Jakub Jasiński i Józef Zajączek. Członkiem zagranicznym klubu jakobinów został 24 grudnia 1790 późniejszy twórca konfederacji targowickiej, Stanisław Szczęsny Potocki.

## Współczesne interpretacje
Obecnie jakobinami określa się osoby, które są zwolennikami daleko idącej centralizacji, a występują przeciw wszelkim próbom zwiększania autonomii dla poszczególnych części państwa bądź propozycjom decentralizacji władzy. Termin ten najlepiej odzwierciedla tendencje panujące we Francji, może być jednak używany w celu opisu sytuacji politycznej w innych krajach.